# 蒙巴尔
蒙巴尔（法語：Montbard，法語發音：[mɔ̃baʁ] ⓘ），法国中东部城市，勃艮第-弗朗什-孔泰大区科多尔省的一个市镇，同时也是该省的一个副省会，下辖蒙巴尔区，其市镇面积为46.4平方公里，2022年1月1日时人口数量为4,751人，在法国城市中排名第2,113位。
蒙巴尔位于科多尔省西部，是一个区域性的工商业中心，因冶金工业而闻名；同时也是一个交通枢纽，巴黎－马赛铁路由此通过，另有多条公路在此交汇。蒙巴尔是法国数学与博物学家布丰的故乡，该市又被称为“布丰之城”（Cité de Buffon），市中心建有布丰博物馆。

## 地名来源
“蒙巴尔”一名最初于1065年以的形式被记载，其中“Barris”一名来源于布雷讷河。

## 历史

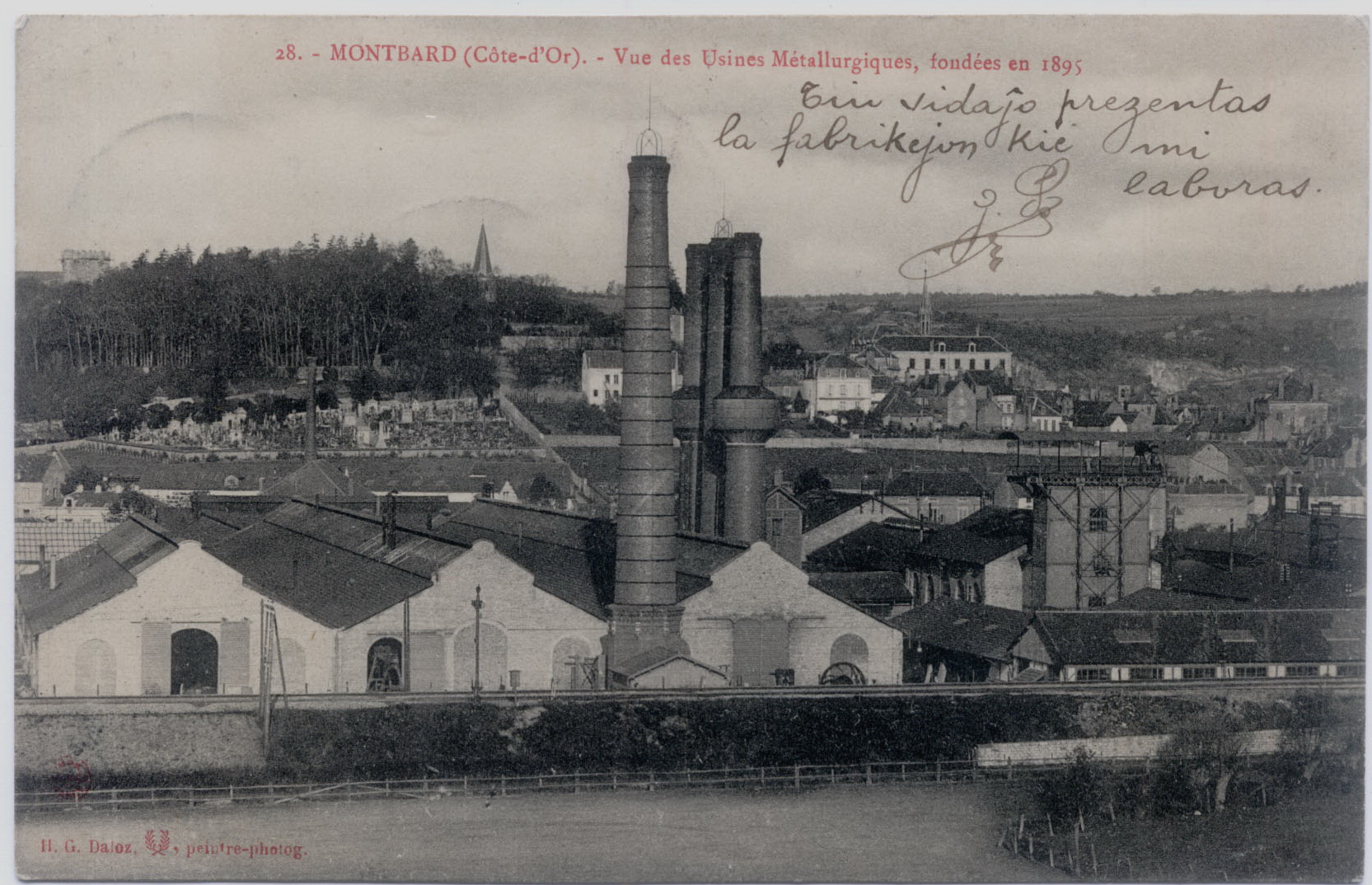
19世纪末蒙巴尔的一处工厂

蒙巴尔在古典时期已出现人类活动。当地中世纪初的历史缺乏记载，至公元10世纪时，蒙巴尔已出现了城墙等防御设施。11世纪末，贝尔纳一世（Bernard Ier）成为首任蒙巴尔伯爵（Comte de Montbard），效忠于勃艮第公国，其子安德烈·德蒙巴尔出生于蒙巴尔城堡内，后成为圣殿骑士团的建立者之一。1231年，蒙巴尔获得市镇宪章。英法百年战争时期，勃艮第与英格兰通敌，1423年4月13日，在无畏者约翰的支持下，其女儿安娜与贝德福德公爵兰开斯特的约翰在蒙巴尔联姻。宗教战争时期，蒙巴尔居民普遍支持天主教联盟，当地出现了军火作坊以及一座名为“希夫洛塔”（la tour Chifflot）的眺望台，但最终被纪尧姆·德索带领的军队所占领。法国大革命后，蒙巴尔成为科多尔省的一个市镇，并成为该省的一个地区行署，1800年起成为副省会。工业革命期间，途径蒙巴尔的勃艮第运河以及巴黎－马赛铁路相继建成，使得当地出现了多个工业部门，人口数量亦有增加。二战初期，由斯坦尼斯瓦夫·马切克将军率领第十装甲骑兵旅驻扎蒙巴尔，并与此处的纳粹德军进行了激烈的交战。二战后，蒙巴尔逐渐发展成为一座区域性旅游城市。

## 地理

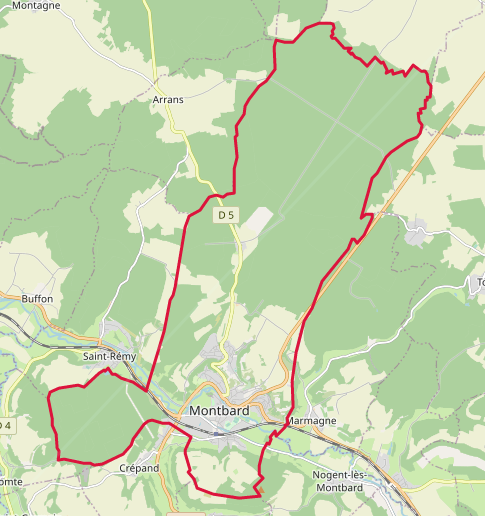
蒙巴尔市镇范围地图

蒙巴尔位于法国中东部，勃艮第-弗朗什-孔泰大区中西部和科多尔省西部，距离省会第戎大约73公里。与蒙巴尔接壤的市镇包括：萨瓦西、克雷庞、坎斯罗、圣雷米、图永、阿朗、埃泰、马尔马涅、蒙蒂尼-蒙福尔、诺让莱蒙巴尔、普拉奈。

### 地形
蒙巴尔位于科多尔高原西部，境内以浅丘为主，市中心地形相对平坦，全境海拔在202到366米之间。

### 水文
布雷讷河自东南向西北流经境内，该河是阿尔芒松河的支流，属于塞纳河流域。

### 植被
蒙巴尔属于温带落叶林区，市中心的圣于尔斯教堂周边有大片绿地，而林地则在市镇范围内广泛分布。

### 气候
蒙巴尔在柯本气候分类法中属于温带海洋性气候。
蒙巴尔境内设有气象站，以下为该气象站的数据（其中日照数据取自第戎）：
| 蒙巴尔1981年－2019年 | 蒙巴尔1981年－2019年 | 蒙巴尔1981年－2019年 | 蒙巴尔1981年－2019年 | 蒙巴尔1981年－2019年 | 蒙巴尔1981年－2019年 | 蒙巴尔1981年－2019年 | 蒙巴尔1981年－2019年 | 蒙巴尔1981年－2019年 | 蒙巴尔1981年－2019年 | 蒙巴尔1981年－2019年 | 蒙巴尔1981年－2019年 | 蒙巴尔1981年－2019年 | 蒙巴尔1981年－2019年 |
| 月份                 | 1月                  | 2月                  | 3月                  | 4月                  | 5月                  | 6月                  | 7月                  | 8月                  | 9月                  | 10月                 | 11月                 | 12月                 | 全年                 |
| -------------------- | -------------------- | -------------------- | -------------------- | -------------------- | -------------------- | -------------------- | -------------------- | -------------------- | -------------------- | -------------------- | -------------------- | -------------------- | -------------------- |
| 历史最高温 °C（°F）  | 17.3 (63.1)          | 20.1 (68.2)          | 25.4 (77.7)          | 29.1 (84.4)          | 32.4 (90.3)          | 37.9 (100.2)         | 37.6 (99.7)          | 40.5 (104.9)         | 33.6 (92.5)          | 28.1 (82.6)          | 24 (75)              | 18.6 (65.5)          | 40.5 (104.9)         |
| 平均高温 °C（°F）    | 7 (45)               | 8.6 (47.5)           | 12.3 (54.1)          | 15.9 (60.6)          | 20.2 (68.4)          | 23.9 (75.0)          | 26 (79)              | 25.7 (78.3)          | 21 (70)              | 16.6 (61.9)          | 10.5 (50.9)          | 7 (45)               | 16.2 (61.2)          |
| 日均气温 °C（°F）    | 3.6 (38.5)           | 4.5 (40.1)           | 7.1 (44.8)           | 10.1 (50.2)          | 14.3 (57.7)          | 17.7 (63.9)          | 19.6 (67.3)          | 19.3 (66.7)          | 15.2 (59.4)          | 11.8 (53.2)          | 6.9 (44.4)           | 3.9 (39.0)           | 11.2 (52.2)          |
| 平均低温 °C（°F）    | 0.1 (32.2)           | 0.4 (32.7)           | 1.9 (35.4)           | 4.2 (39.6)           | 8.5 (47.3)           | 11.5 (52.7)          | 13.3 (55.9)          | 13 (55)              | 9.5 (49.1)           | 6.9 (44.4)           | 3.2 (37.8)           | 0.8 (33.4)           | 6.1 (43.0)           |
| 历史最低温 °C（°F）  | −15.7 (3.7)          | −14.5 (5.9)          | −14.6 (5.7)          | −6.7 (19.9)          | −0.5 (31.1)          | 1.8 (35.2)           | 5.9 (42.6)           | 3.7 (38.7)           | 0.3 (32.5)           | −6.9 (19.6)          | −10.6 (12.9)         | −16.7 (1.9)          | −16.7 (1.9)          |
| 平均降水量 mm（）    | 69.7 (2.74)          | 60.4 (2.38)          | 62.5 (2.46)          | 66.7 (2.63)          | 82.5 (3.25)          | 70.6 (2.78)          | 69.5 (2.74)          | 54.7 (2.15)          | 72.4 (2.85)          | 77.9 (3.07)          | 71.1 (2.80)          | 78.7 (3.10)          | 836.7 (32.94)        |
| 月均日照時數         | 63.9                 | 94.4                 | 151.3                | 185.4                | 212.3                | 239.1                | 248.3                | 233.6                | 181.3                | 117.2                | 67.8                 | 54.2                 | 1,848.8              |
| 来源：infoclimat.fr  |                      |                      |                      |                      |                      |                      |                      |                      |                      |                      |                      |                      |                      |

## 行政区划
蒙巴尔是法国勃艮第-弗朗什-孔泰大区科多尔省的一个市镇，编号为21425，它也是科多尔省的一个副省会。蒙巴尔下辖蒙巴尔区，隶属于科多尔省第四选区，管理蒙巴尔县，同时也是蒙巴尔城市圈公共社区的办公驻地。
法国国家统计与经济研究所（简称）在进行数据统计时，将蒙巴尔及相邻的克雷庞设为蒙巴尔城市核心区，并将包括核心区在内的周边共16个市镇划为蒙巴尔城市区。自2020年起，蒙巴尔城市区被包含34个市镇的蒙巴尔城市辐射区代替。同时，还将蒙巴尔市镇分为了3个“块区”（IRIS），以便于统计人口分布情况。

## 交通

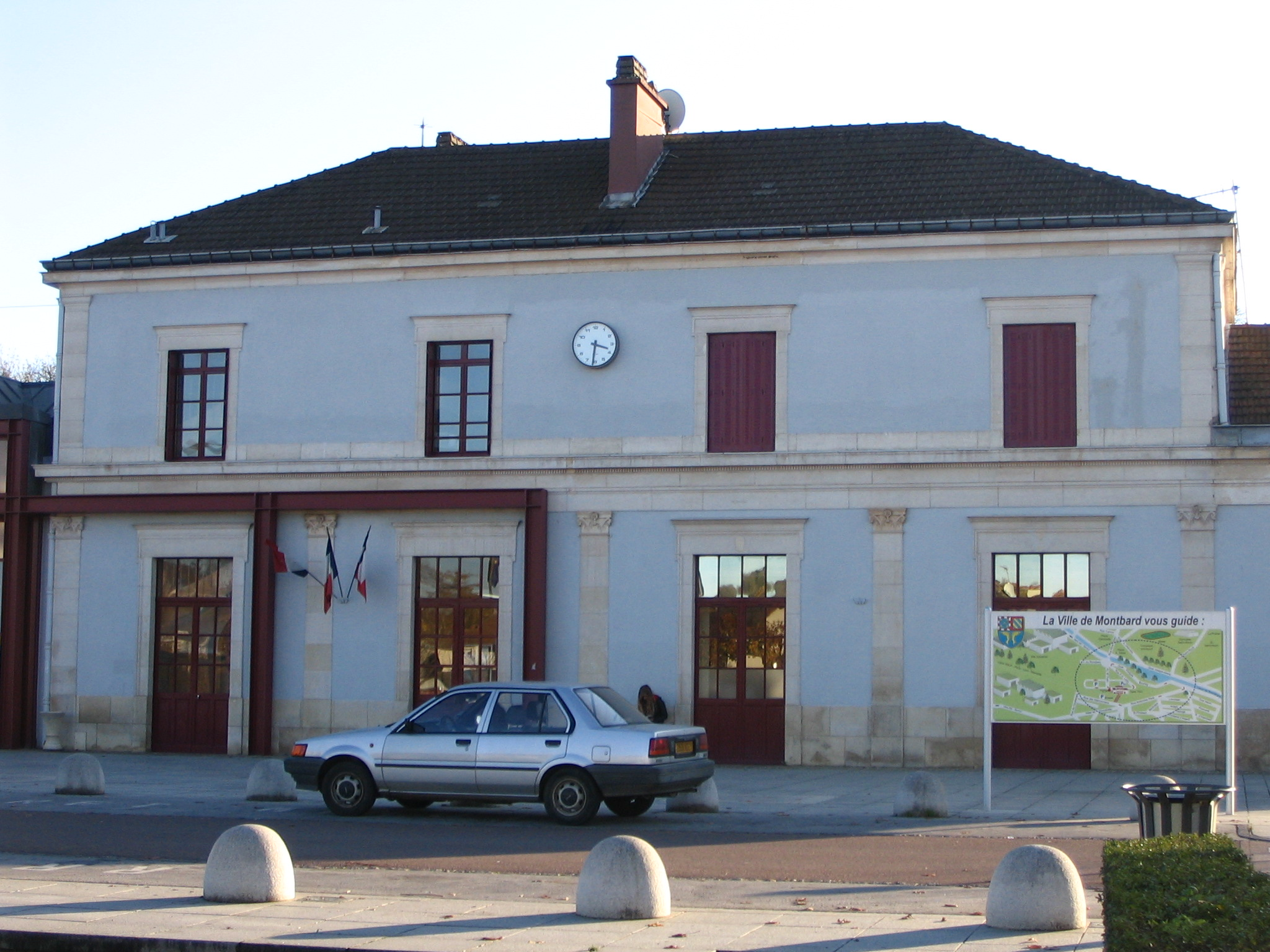
蒙巴尔火车站

### 公路
多条科多尔省省道在蒙巴尔境内交汇，勃艮第-弗朗什-孔泰大区下属的城际客运提供巴士线路，可前往周边部分市镇。
2017年，63.8%的蒙巴尔家庭拥有至少一辆的私人汽车。2018年，蒙巴尔境内共发生各类交通事故2起，造成2人受伤。

### 铁路
蒙巴尔位于巴黎－马赛铁路上，该铁路是法国重要的铁路干线。蒙巴尔站位于市区南部，停靠多条线路的列车：
- 里尔—戴高乐机场—马恩拉瓦莱—蒙巴尔—第戎—贝桑松—米卢斯（高速列车，每天往返1班）
- 巴黎—蒙巴尔—第戎—贝桑松—米卢斯（高速列车，每天往返4班左右）
- 巴黎—桑斯—拉罗什—蒙巴尔—第戎—索恩河畔沙隆—马孔—里昂（区域列车，每天往返8班左右）
- 欧塞尔—拉罗什—蒙巴尔—第戎（区域列车，每天往返1至2班）

### 航空
距离蒙巴尔最近的民用航空站为多勒机场，距离蒙巴尔市中心的公路里程约127公里。

### 城市公共交通
截至2021年3月，蒙巴尔暂无城市公共交通系统。

## 政治

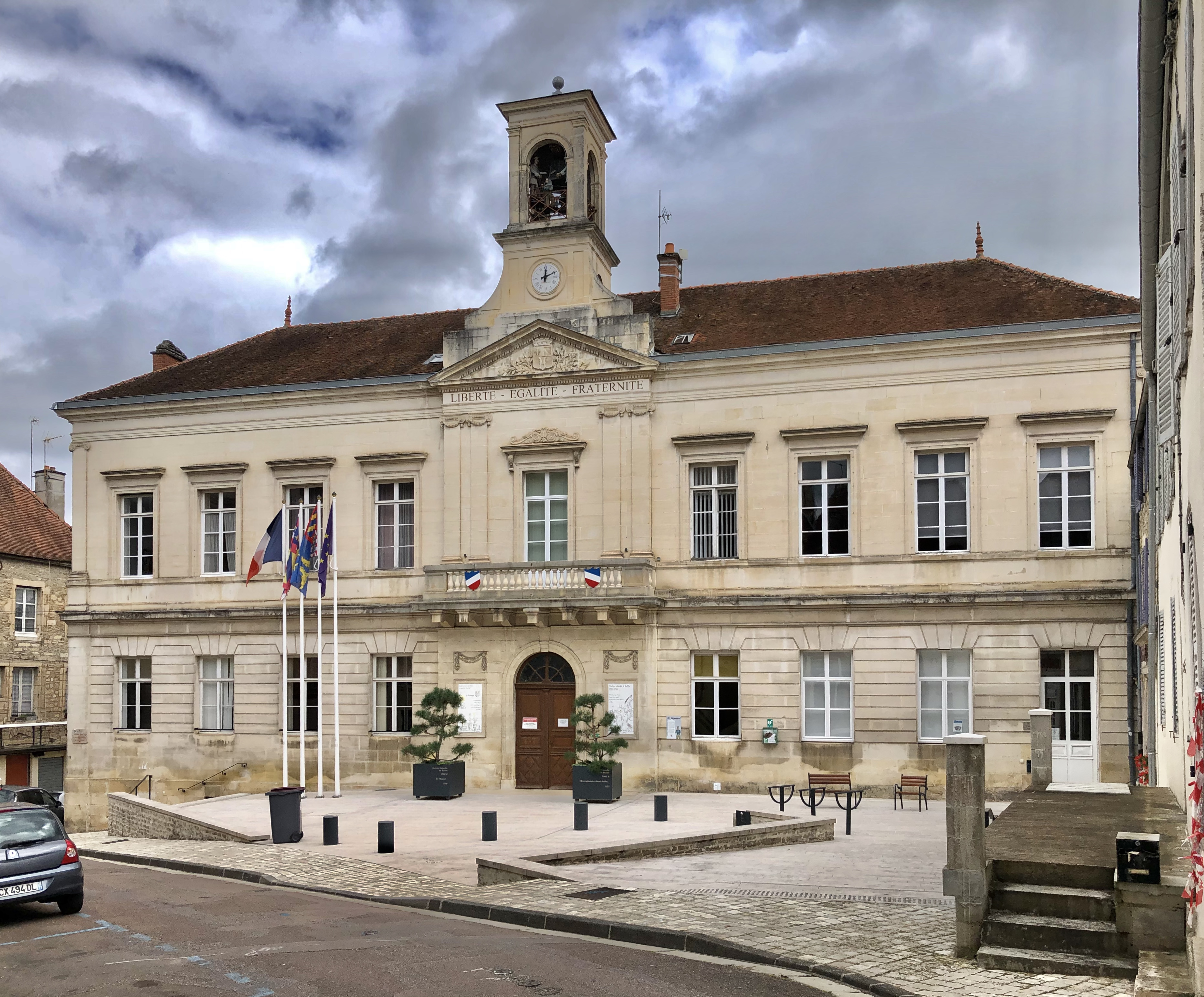
蒙巴尔市政厅

蒙巴尔的现任市长为洛朗丝·波特女士（Laurence Porte），她是民主人士和独立人士联盟的一名成员，在2020年的市政选举中获得了64.35%的支持率。
在2017年的法国总统大选中，法国第25任总统埃马纽埃尔·马克龙在蒙巴尔获得了57.46%的支持率。
| 蒙巴尔历届市长 |                       |                           |
| 任期           | 市长                  | 党派                      |
| 1944年－1945年 | 雅克·布吕纳           | 不详                      |
| 1945年－1947年 | 阿纳托勒·戈亚尔       | 不详                      |
| 1947年－1953年 | 皮埃尔·博杜安         | 不详                      |
| 1953年－1955年 | 奥古斯特·布瓦斯       | 不详                      |
| 1955年－1971年 | 路易·德费             | 不详                      |
| 1971年－1995年 | 雅克·加西亚           | PCF法国共产党             |
| 1995年－2008年 | 米歇尔·普罗特         | UMP人民运动联盟           |
| 2008年－2014年 | 克里丝泰勒·锡尔韦斯特 | PS社会党                  |
| 2014年－       | 洛朗丝·波特           | UDI民主人士和独立人士联盟 |

## 人口
2017年，蒙巴尔市镇人口数量为5,160，在法国排名第2,113位。其中男性2,419人，女性2,741人，75岁及以上人口占13.2%，外籍人口数量为1,233人，人口密度为111人/平方公里，当地居民被称为（男性）或（女性）。2018年，蒙巴尔境内出生35人，死亡人口91人。
| 年份   | 1936  | 1946  | 1954  | 1962  | 1968  | 1975  | 1982  | 1990  | 1999  | 2004  | 2009  | 2014  | 2018  |
| ------ | ----- | ----- | ----- | ----- | ----- | ----- | ----- | ----- | ----- | ----- | ----- | ----- | ----- |
| 人口數 | 4,097 | 4,455 | 4,871 | 6,386 | 7,050 | 7,513 | 7,707 | 7,108 | 6,300 | 5,815 | 5,527 | 5,350 | 5,004 |

## 经济

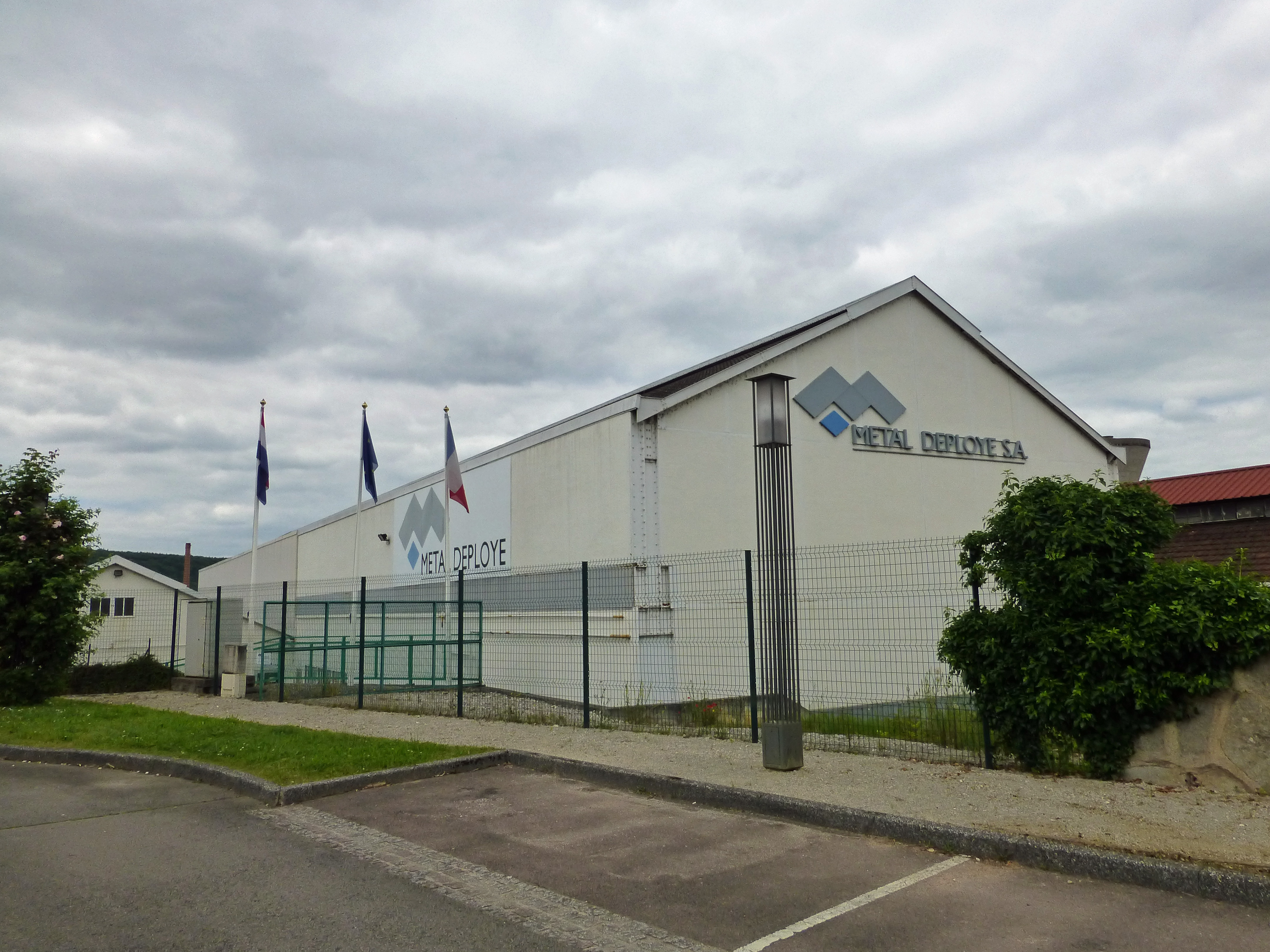
蒙巴尔的一处冶金工厂

蒙巴尔是一个区域性的中心城市，因冶金工业而闻名，当地共有各类用人单位655家，平均历史为21年，其中98.35%为中小型企业（PME）。（不锈钢管道生产）、（不锈钢管道生产）及（非铁金属生产）是当地2019年营业额最高的三个企业，分别为156,969,810欧元、42,678,000欧元和33,863,000欧元。

## 财政收入
2019年，蒙巴尔的财政收入总额为11,502,600欧元，财政支出总额为9,699,410欧元，当年的债务总额为14,024,400欧元。
2015年，蒙巴尔的人均月收入总额为2,125欧元，其中高级职员为3,824欧元，中级职员为2,474欧元，普通职员为1,810欧元。
2017年，蒙巴尔境内的青壮年（15至64岁）失业率为18.7%，当地41.7%的家庭拥有纳税资格。

## 社会事务

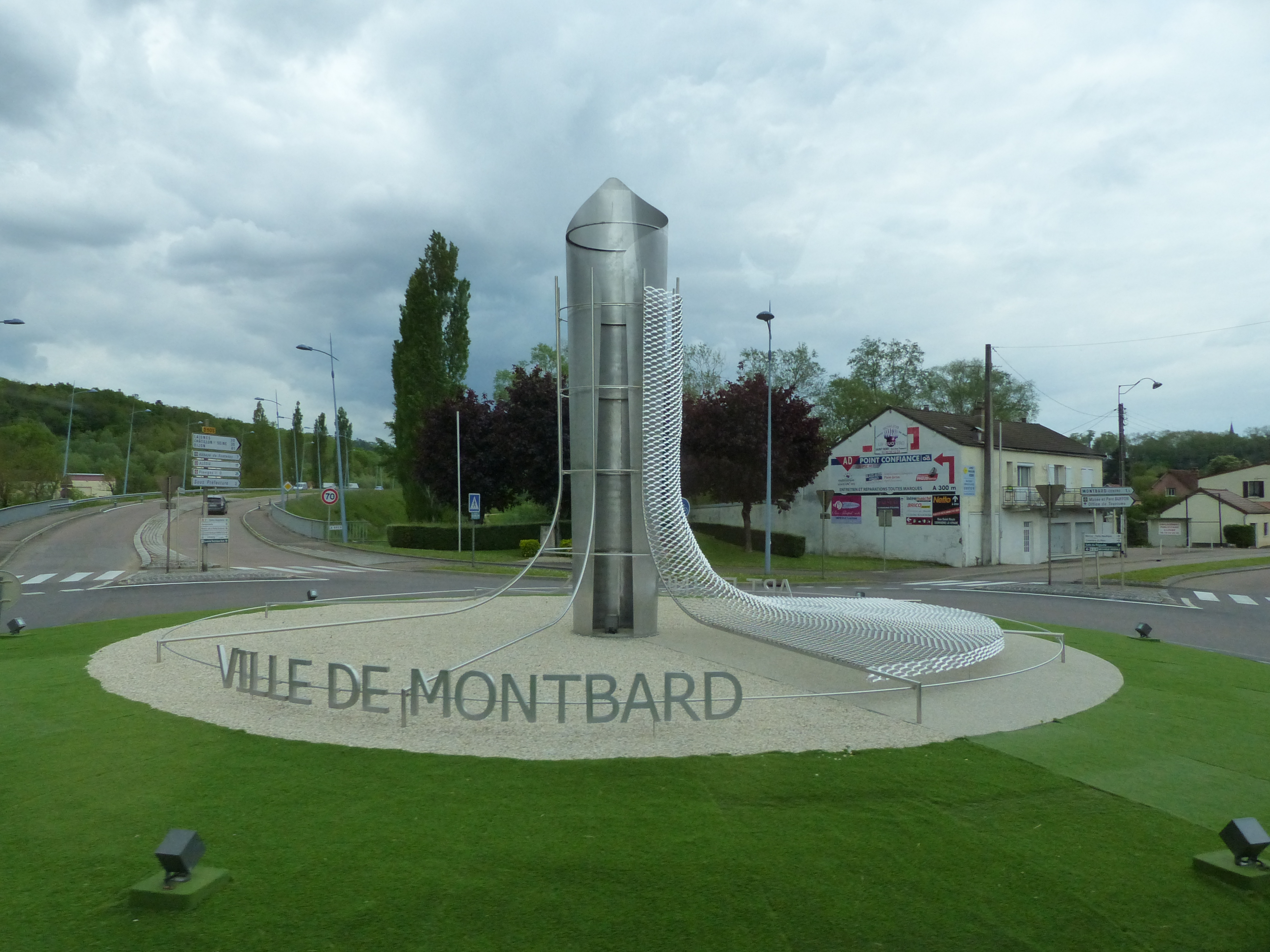
蒙巴尔市区的环岛雕塑

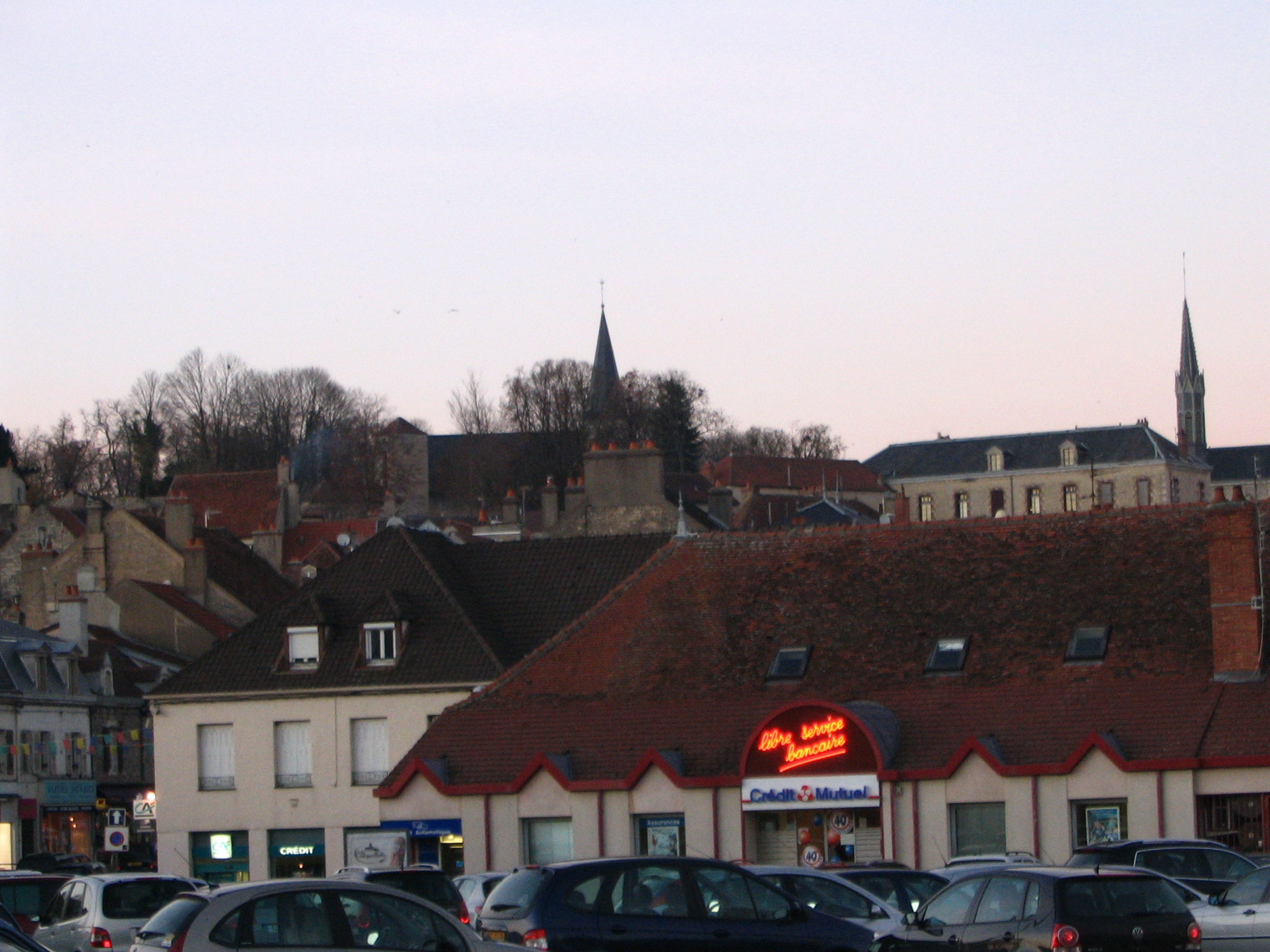
甘必大广场

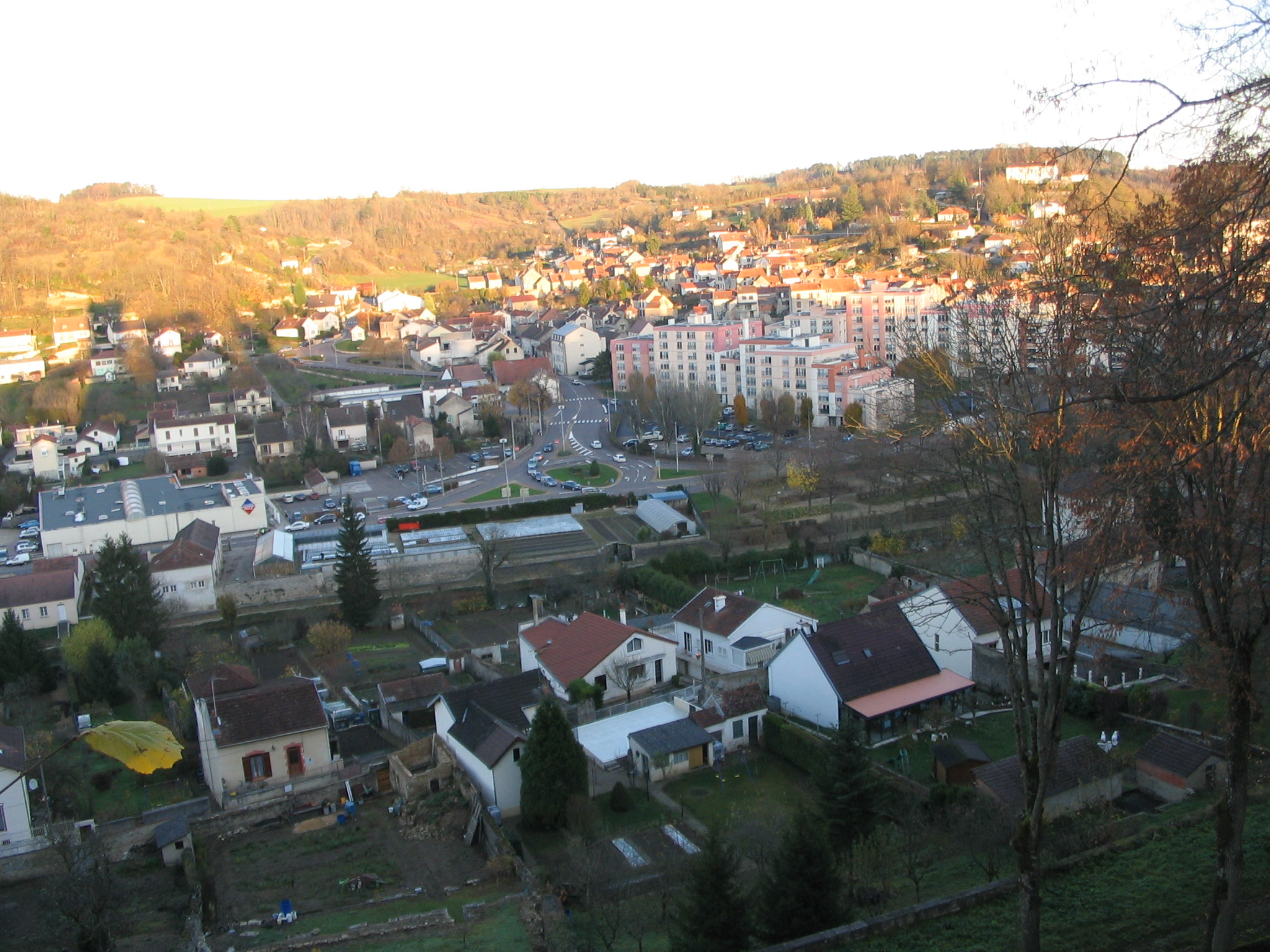
蒙巴尔市区

### 教育
蒙巴尔属于第戎学区。截止2019年1月1日，蒙巴尔境内共有3所幼儿园、4所小学、1所初级中学和1所职业高中。2018至2019学年度，蒙巴尔境内共有在校中等教育阶段学生430名。

### 医疗
截止2019年1月1日，蒙巴尔境内共有全科医生8名、保健师6名、牙医4名、护士10名、眼科医生1名和皮肤科医生1名。境内共有药房5家、养老院1家、残疾人帮扶中心3家。
蒙巴尔中心医院，全名为“沙蒂永-蒙巴尔市际中心医院”（Centre Hospitalier Intercommunal Châtillon Montbard），是法国的一个区域性医疗机构，其主病区位于蒙巴尔市区，设有床位223个，是当地规模最大的公立综合性医院。

### 住房
2017年，蒙巴尔境内共有各类住房3,123套，其中49.2%为独立式居民区，50%为集中式居民区。常住房屋占蒙巴尔市镇范围内居民建筑总量的83.4%。

### 商业
2019年，蒙巴尔境内共有各类实体商铺130家，其中餐厅15家、大型超市5家、杂货店1家、面包房5家、肉铺2家、书店3家、装饰品店1家、银行门店6家、美容美发店12家、汽车维修店8家。市区东部建有Intermarché超市。

### 体育
2019年，蒙巴尔境内共有1家游泳池、2间体育馆、1座综合体育场、8处网球场、1处马术场、3处足球或橄榄球场以及2处篮球或排球场。
蒙巴尔市政府提供多个体育项目的队伍，并为当地青年居民提供40欧元的补助，以支持其参与体育运动。

### 环境
蒙巴尔的环境事务由其所属的公共社区负责。2019年，蒙巴尔境内共有5家污染企业。

### 治安
2019年，蒙巴尔市镇范围内有1处宪兵队。
2014年，蒙巴尔及附近地区共发生各类案件1,664起，其中盗窃类案件902起，经济类案件201起，毒品交易类案件123起。

## 文化
2019年，蒙巴尔境内共有1家电影院、2家博物馆和1家音乐厅。蒙巴尔市政府提供多媒体中心，向公众全年开放。

### 建筑
蒙巴尔境内有多处法国国家文物保护单位，其中圣于尔斯教堂、蒙巴尔美术博物馆等为当地的代表性建筑物。

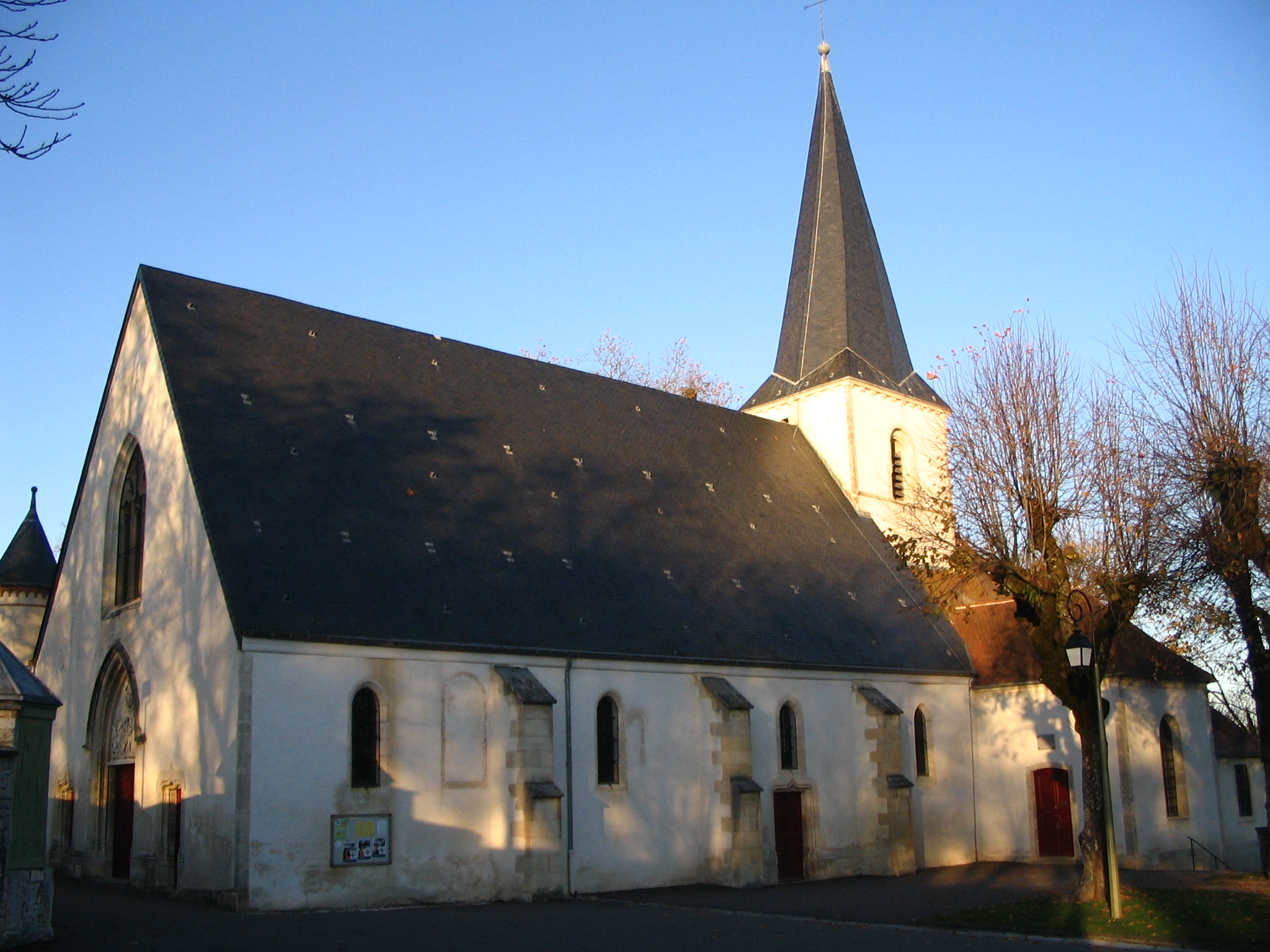
圣于尔斯教堂（法语：Église Sainte-Urse de Montbard）
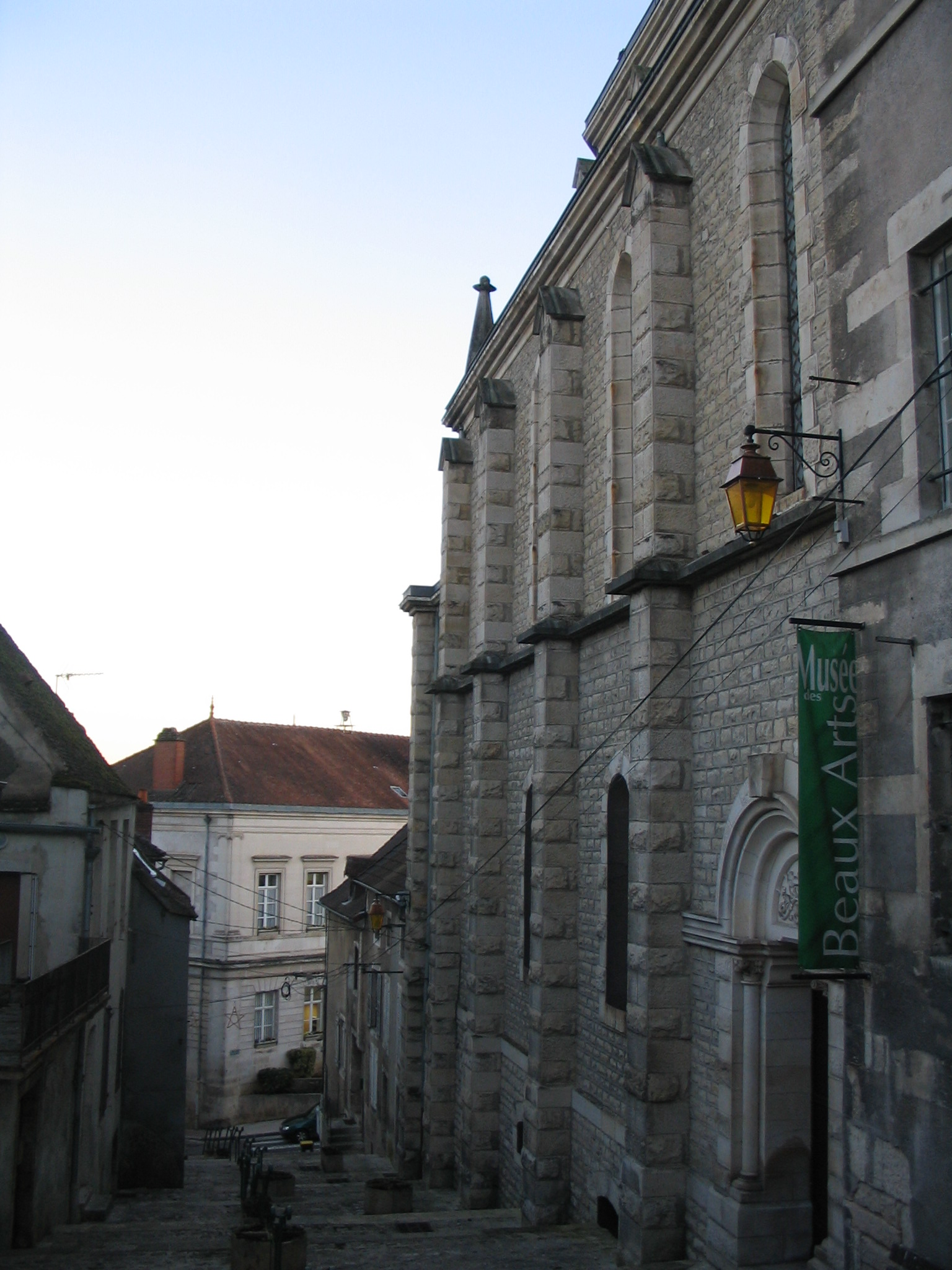
美术博物馆（法语：Musée des Beaux-Arts de Montbard）
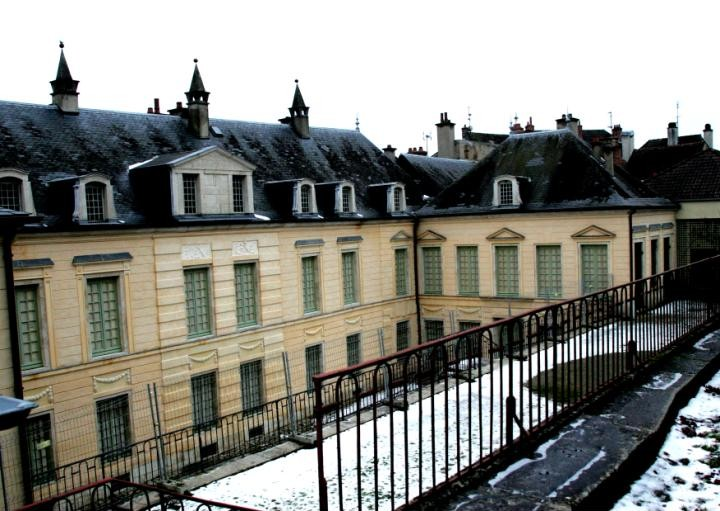
布丰大楼（法语：Hôtel de Buffon）
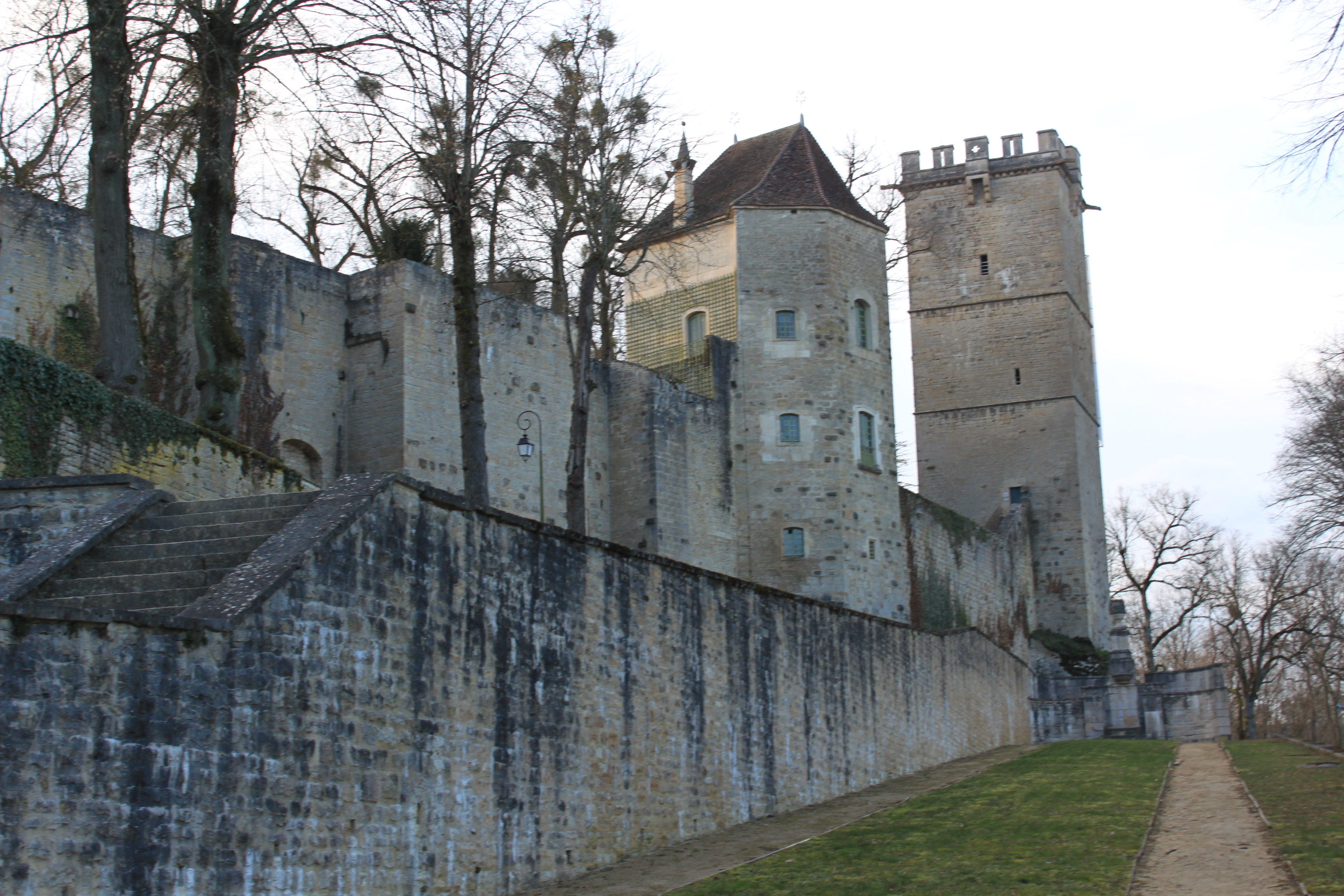
蒙巴尔城墙遗址
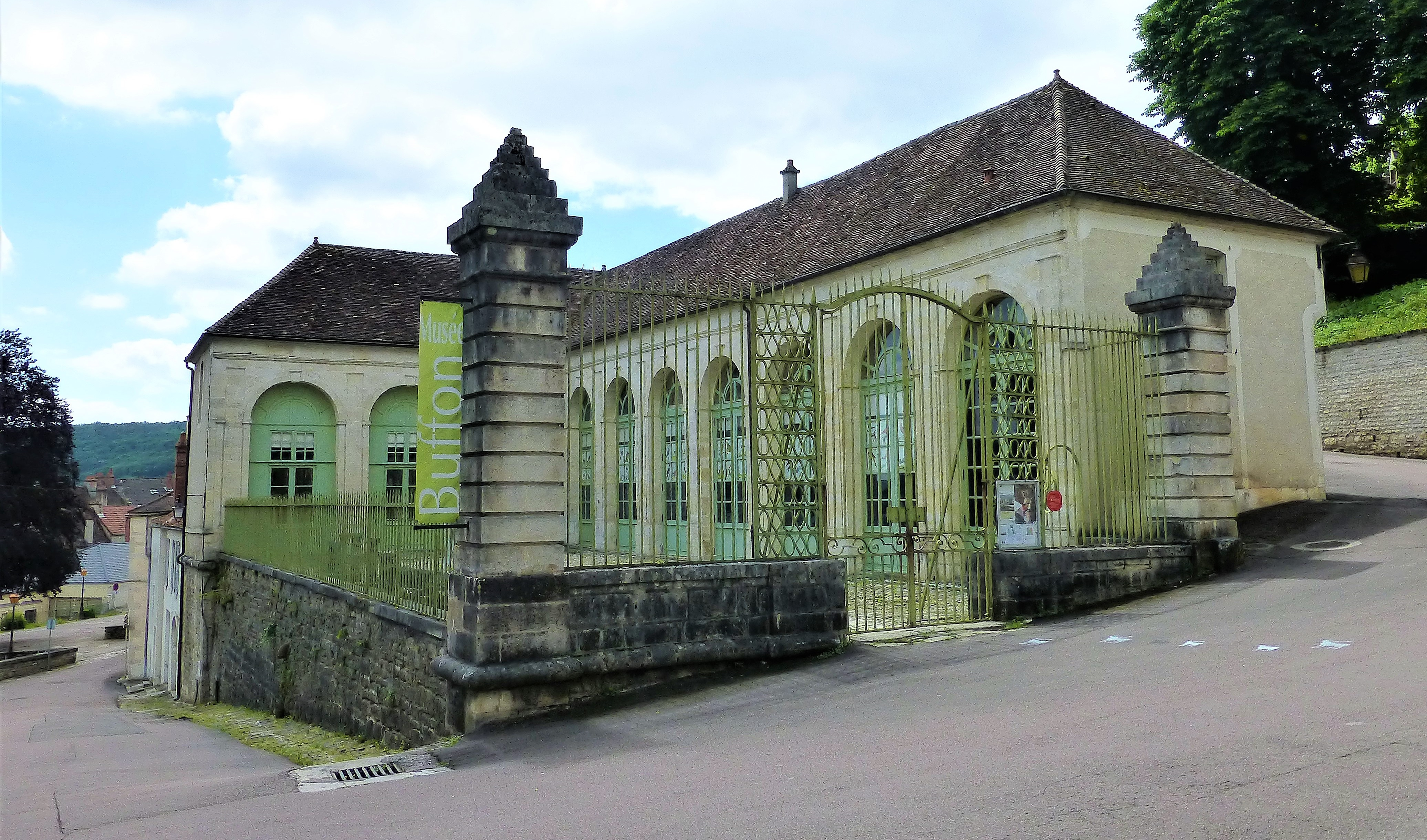
布丰博物馆
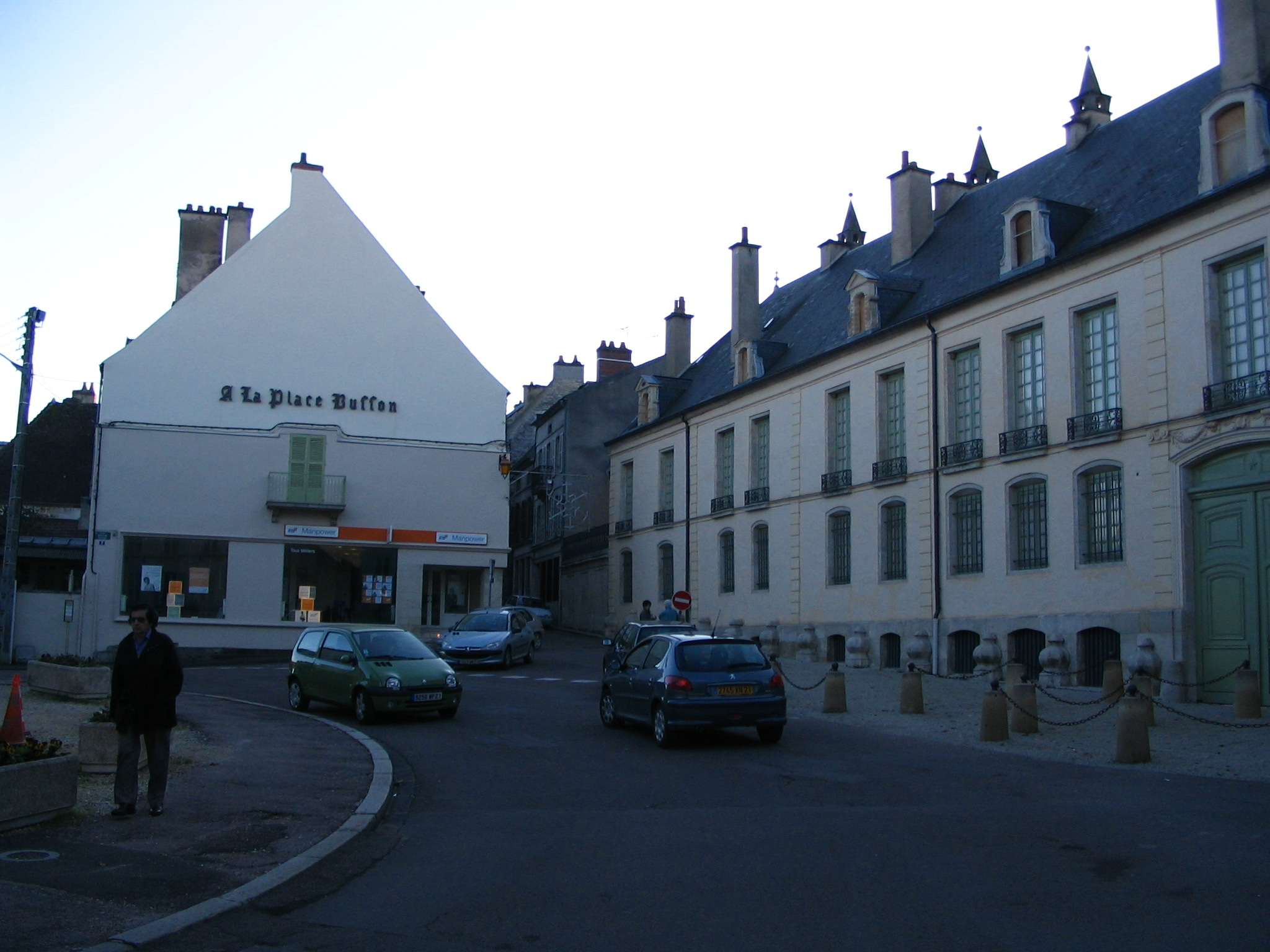
布丰广场

### 旅游
蒙巴尔的旅游事务由其所属的公共社区负责。2020年，蒙巴尔境内共有4家宾馆共计66间房间；另有1个露营地，可容纳共99辆露营车。

### 媒体
法国主要的媒体均可在蒙巴尔接收，法国电视三台下属的勃艮第-弗朗什-孔泰大区频道在部分时段播出蒙巴尔所属区域的地方新闻。

## 相关人物
法国博物学家布丰出生于蒙巴尔，当地多处建筑、街道及公共设施以其命名，蒙巴尔也被称为“布丰之城”（cité de Buffon）。
除布丰外，出生于蒙巴尔的重要人物还有历史学家本杰明·盖拉尔、雕塑家欧仁·纪尧姆、建筑师安德烈·勒蒙代和自行车运动员法布里斯·菲利波等。

## 友好城市
截至2021年3月，蒙巴尔共与三座城市互为友好城市关系：
- 德国 乌布施塔特-魏尔
- 比利时 库万
- 義大利 加蒂纳拉